# Ganxo d'aturada

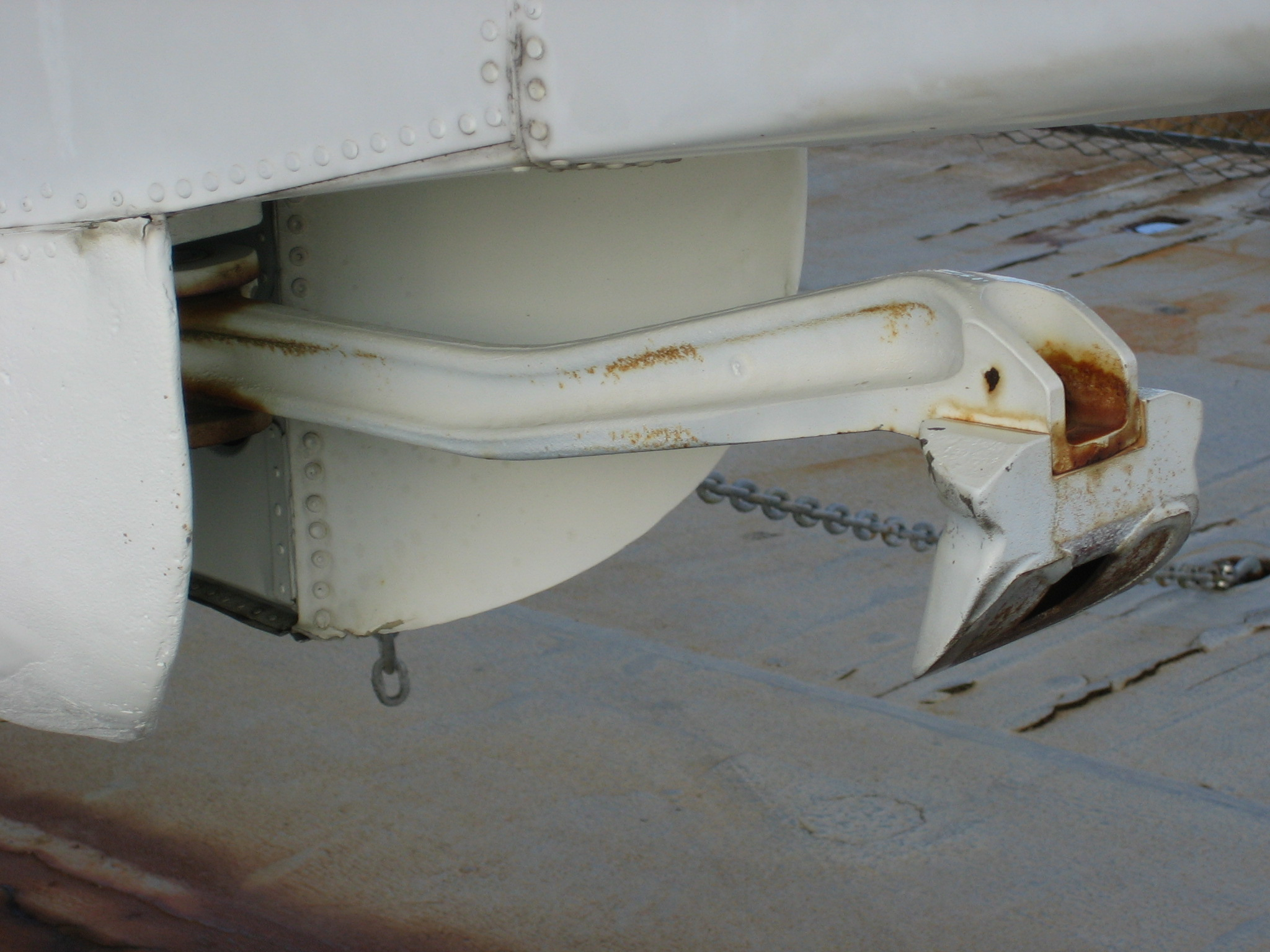
Ganxo de frenada d'un I-1B Tracer.

Un ganxo d'aturada, ganxo de frenada, o ganxo de detenció, és un dispositiu mòbil amb forma de ganxo que va ancorat a la cua (part posterior) d'un avió. S'utilitza per aconseguir una ràpida desacceleració després d'aterrar en enganxar-se en un cable d'aturada col·locat sobre la pista d'aterratge per a aquest propòsit. Normalment s'utilitza per realitzar parades curtes a bord dels portaavions (tècniques CATOBAR o STOBAR).

## Galeria

### Ganxos d'aturada

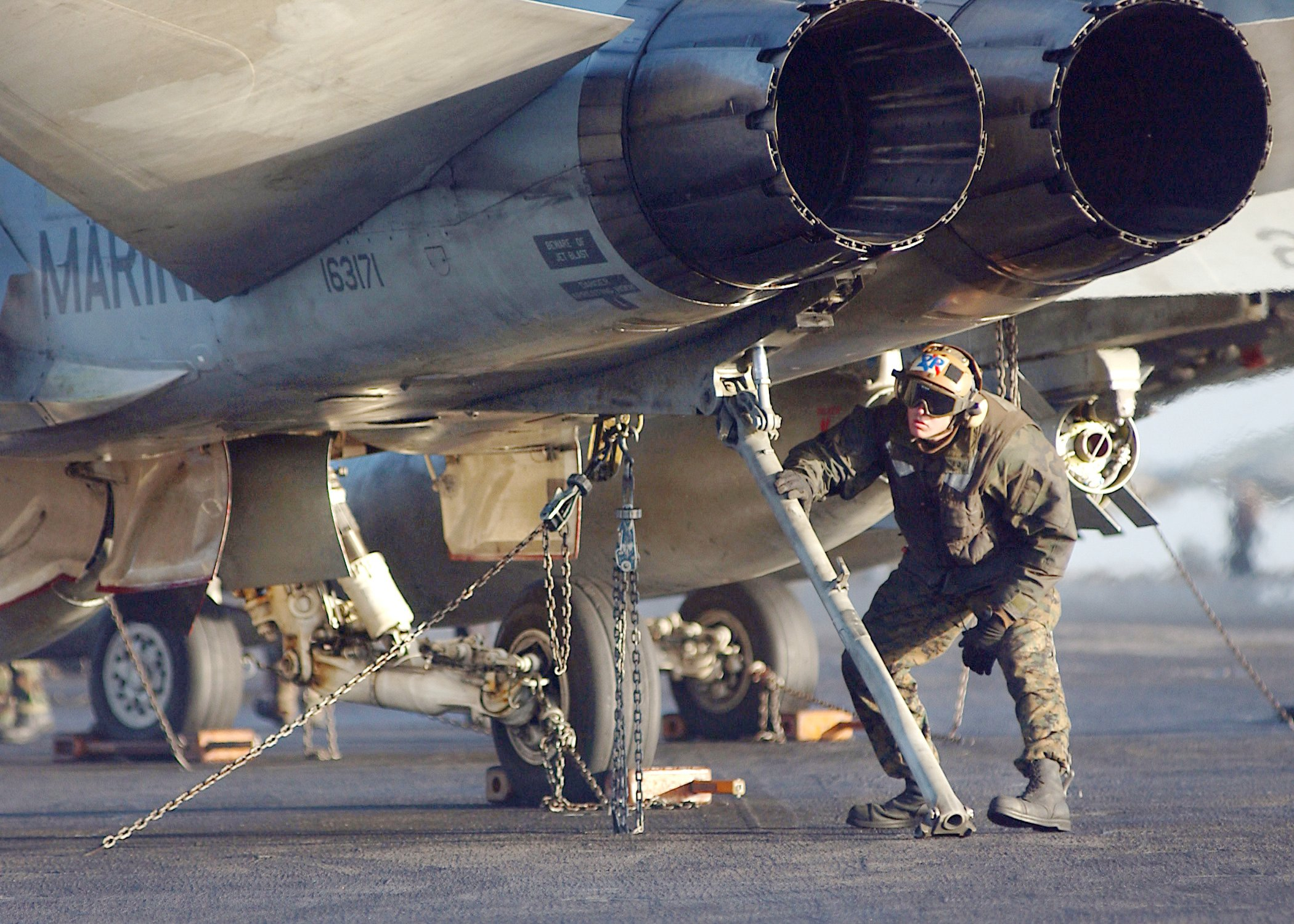
Detall d'un ganxo d'aturada.
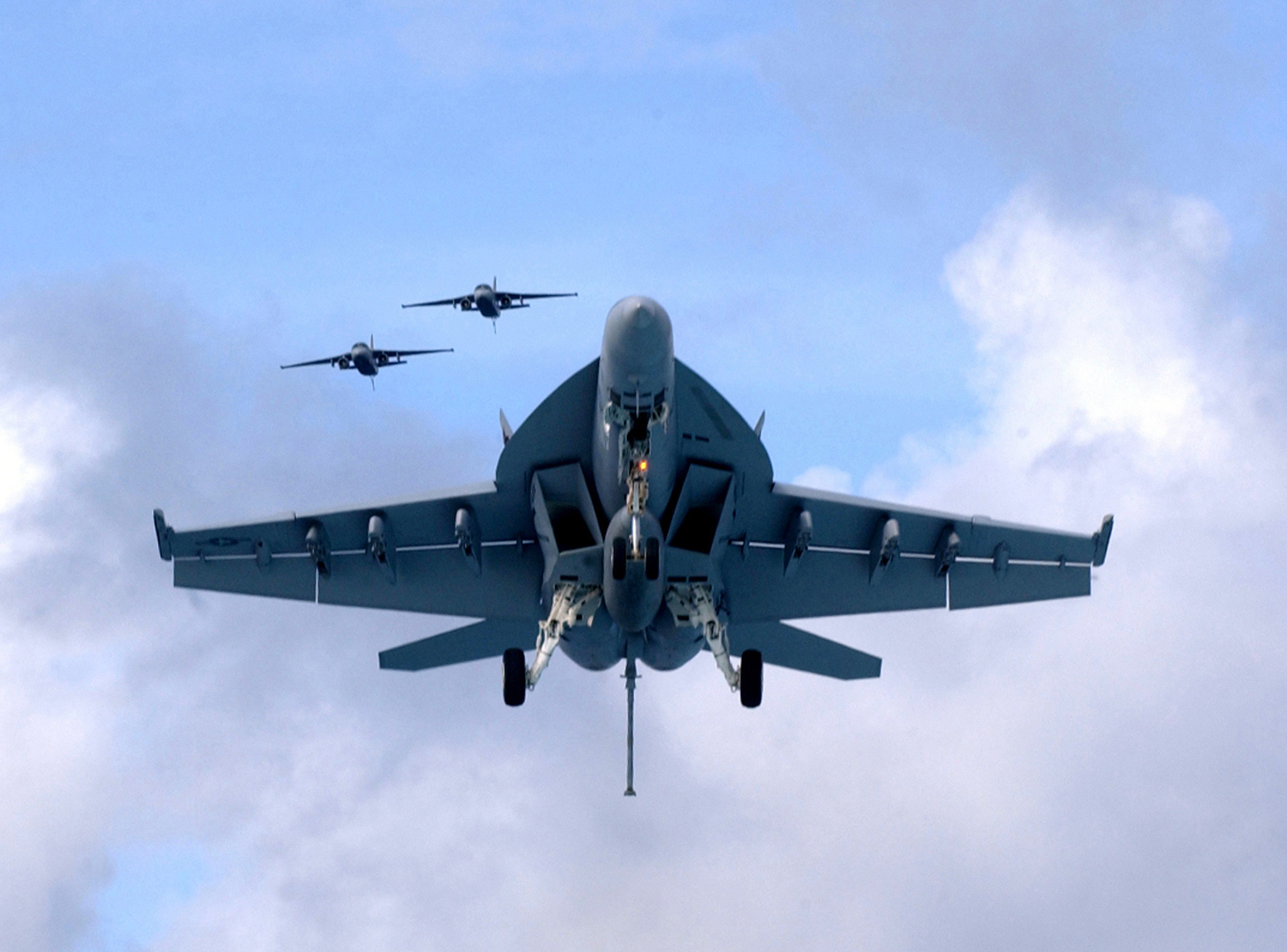
Un F/A-18I Super Hornet amb el ganxo de cua disposat cap avall.
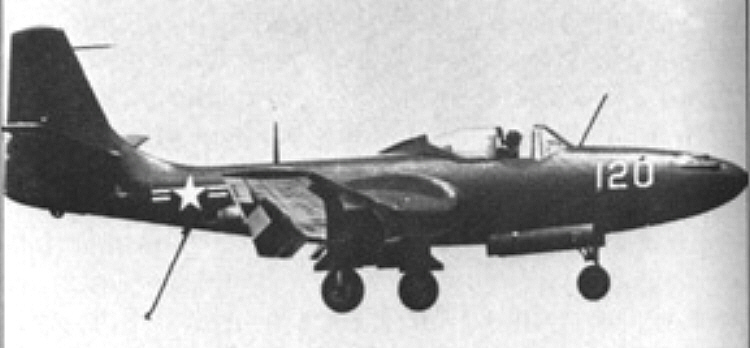
Un FH1 Phantom també amb el ganxo baixat.
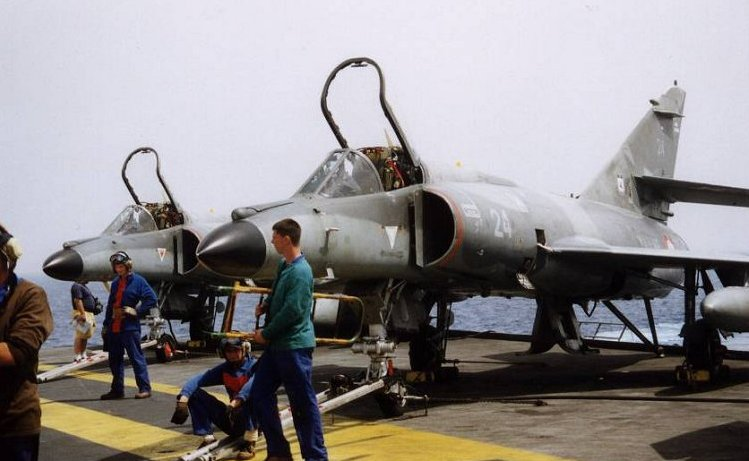
Un Super Etendard amb ganxo de detenció en forma de "V".

### Aterratges en portaavions

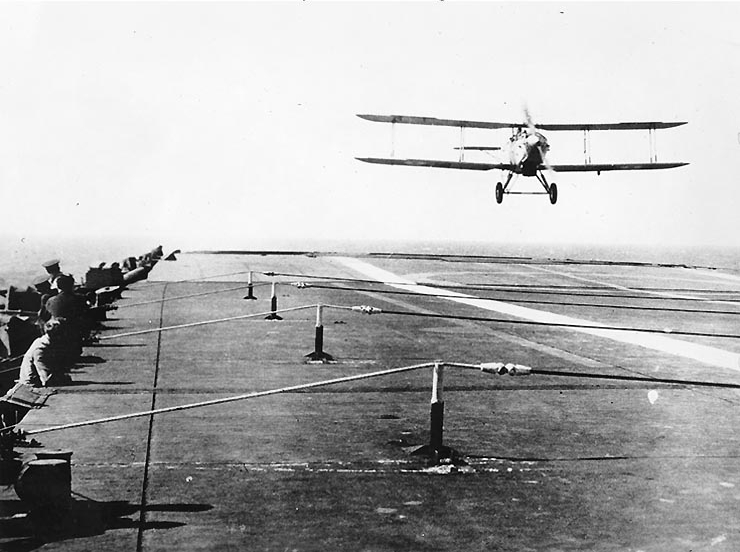
Aterratge d'un Fairey 3F en el portaavions HMS Furious (47) en els anys 1930.
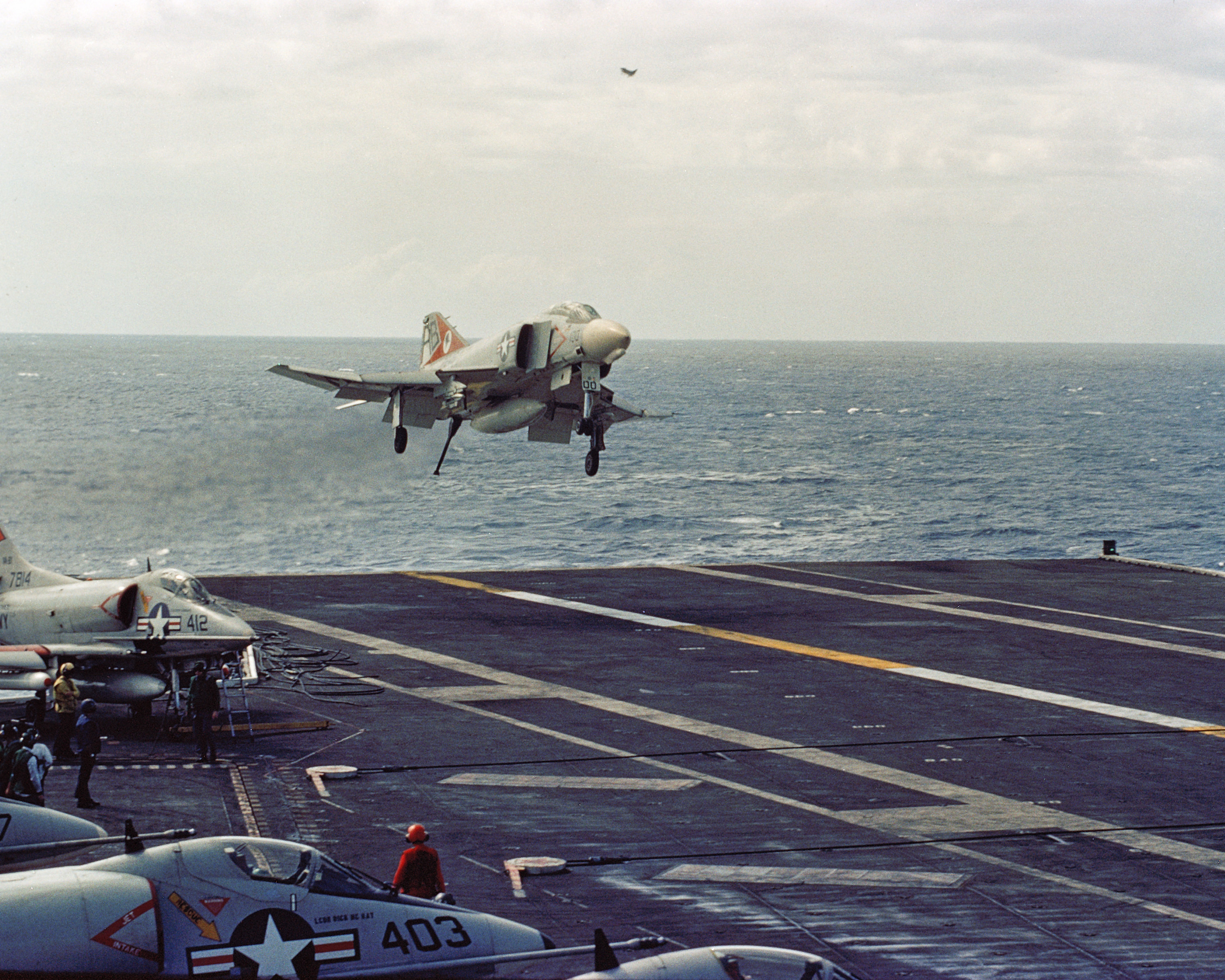
F-4 Phantom en el portaavions USS John F. Kennedy (CV-67).
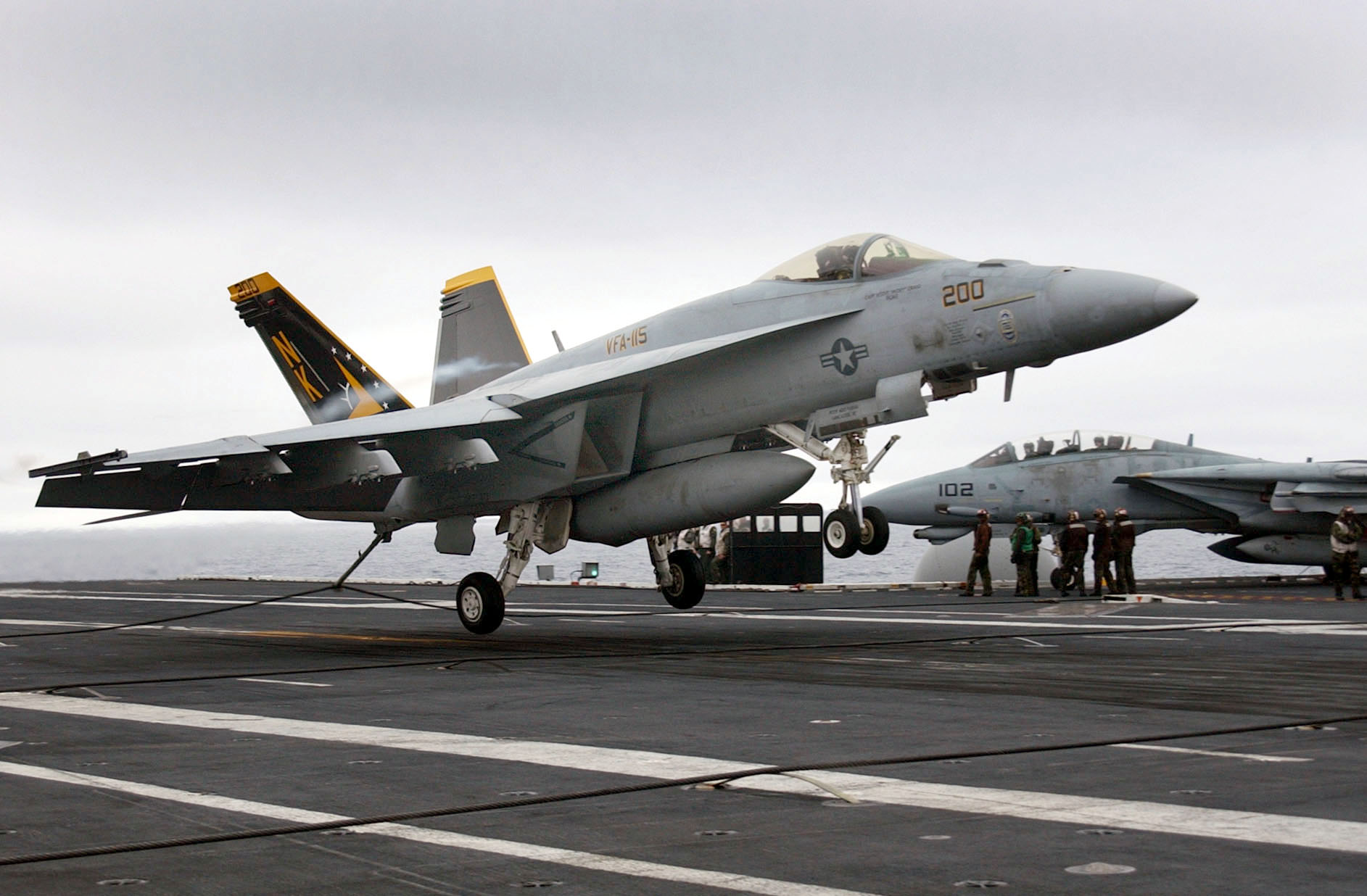
Un F/A-18 enganxant un cable d'aturada en el portaavions USS John C. Stennis (CVN-74).
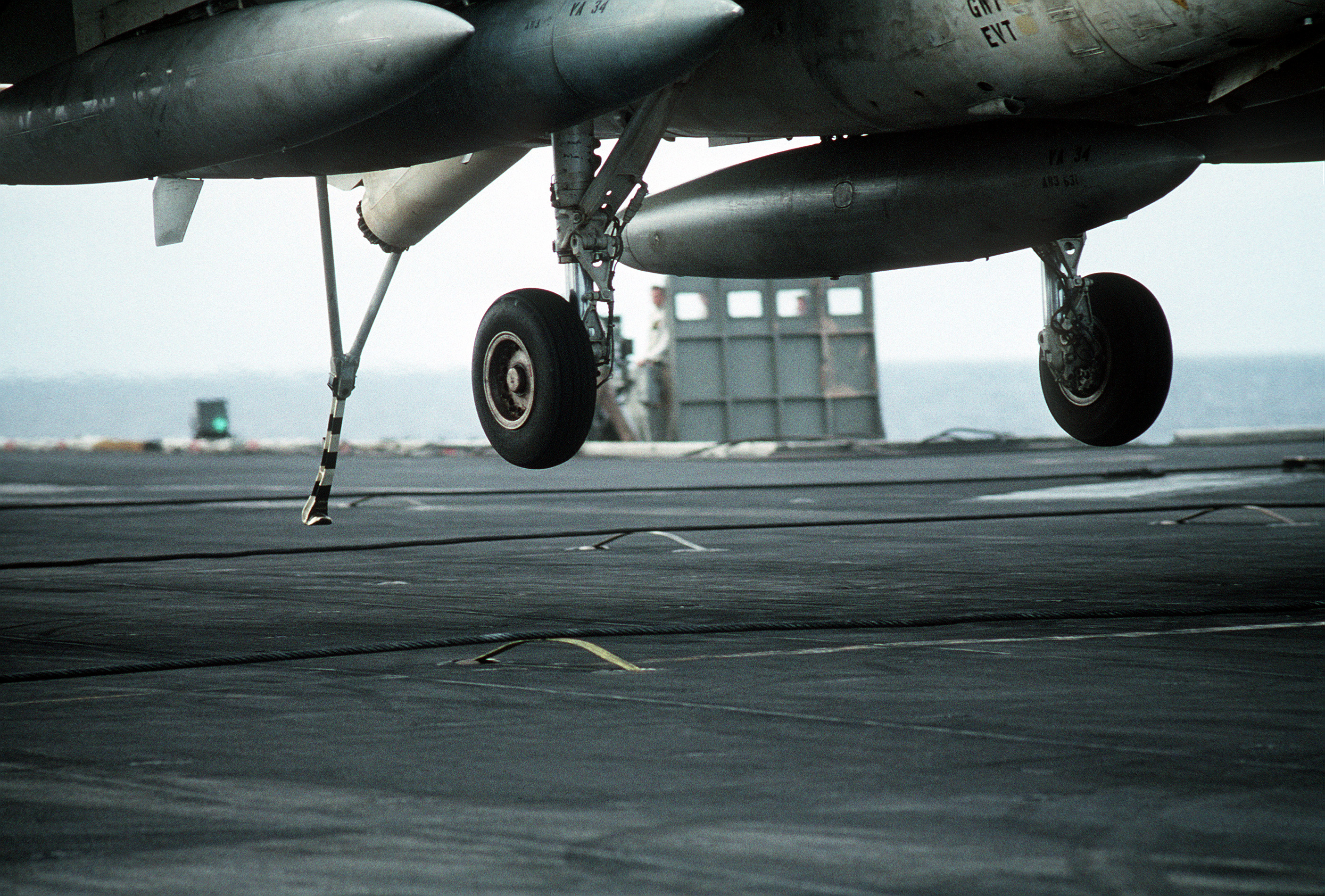
En aquest cas es tracta d'un avió A-6 Intruder.
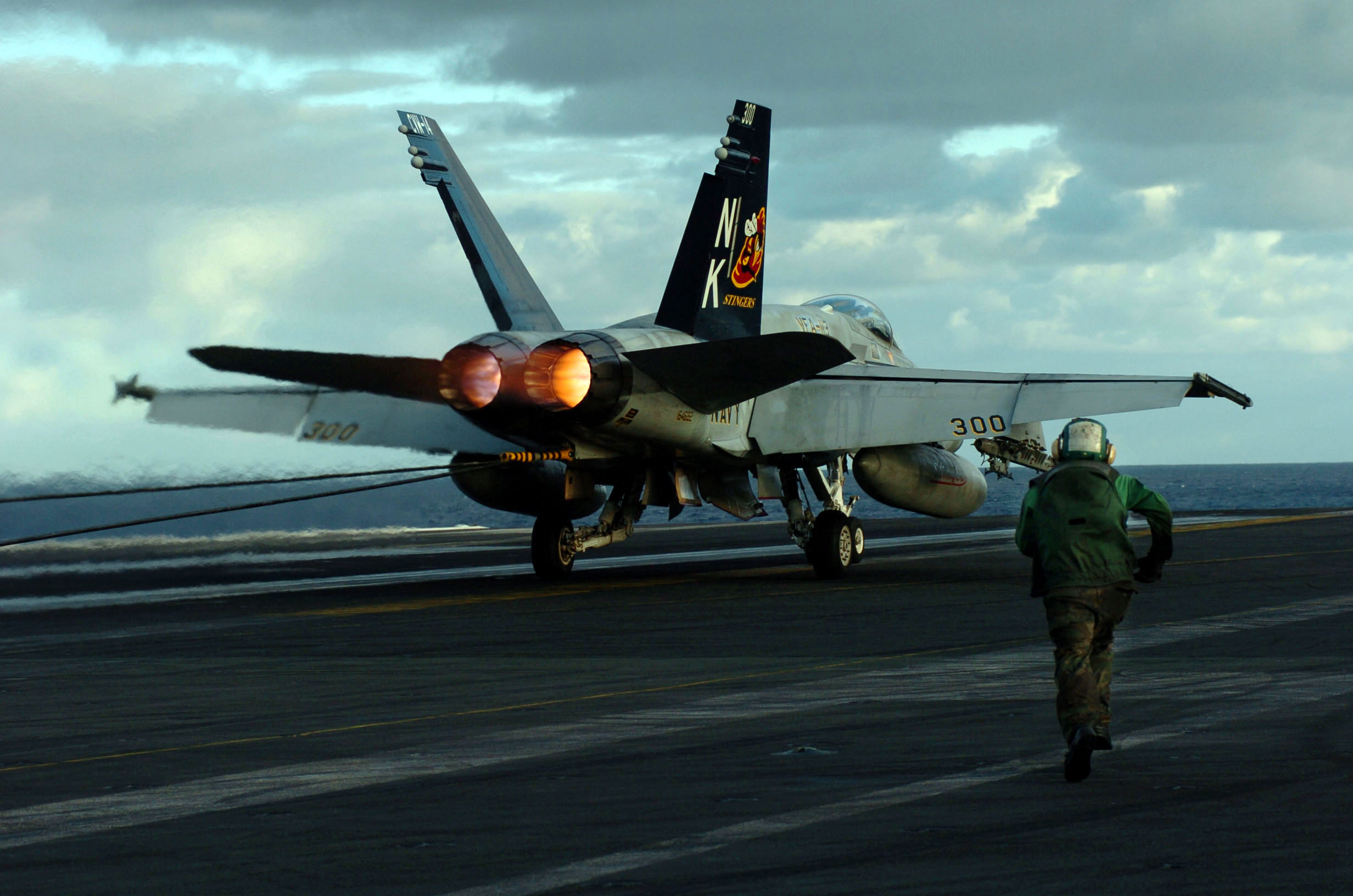
Un F/A-18 totalment parat pel dispositiu d'aturada, encara estant els motors amb plena embranzida.
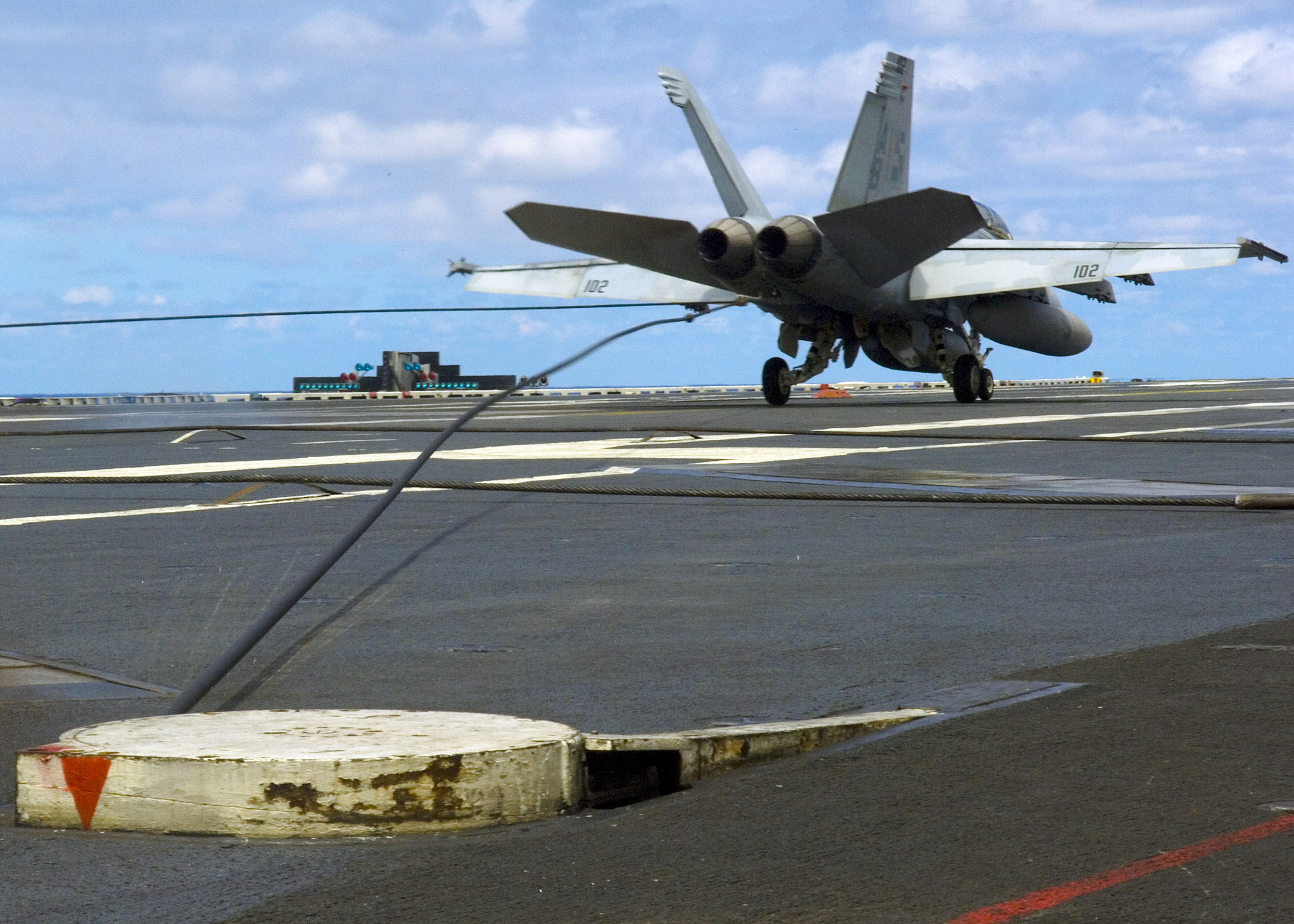
Aterratge reeixit d'un F/A-18.
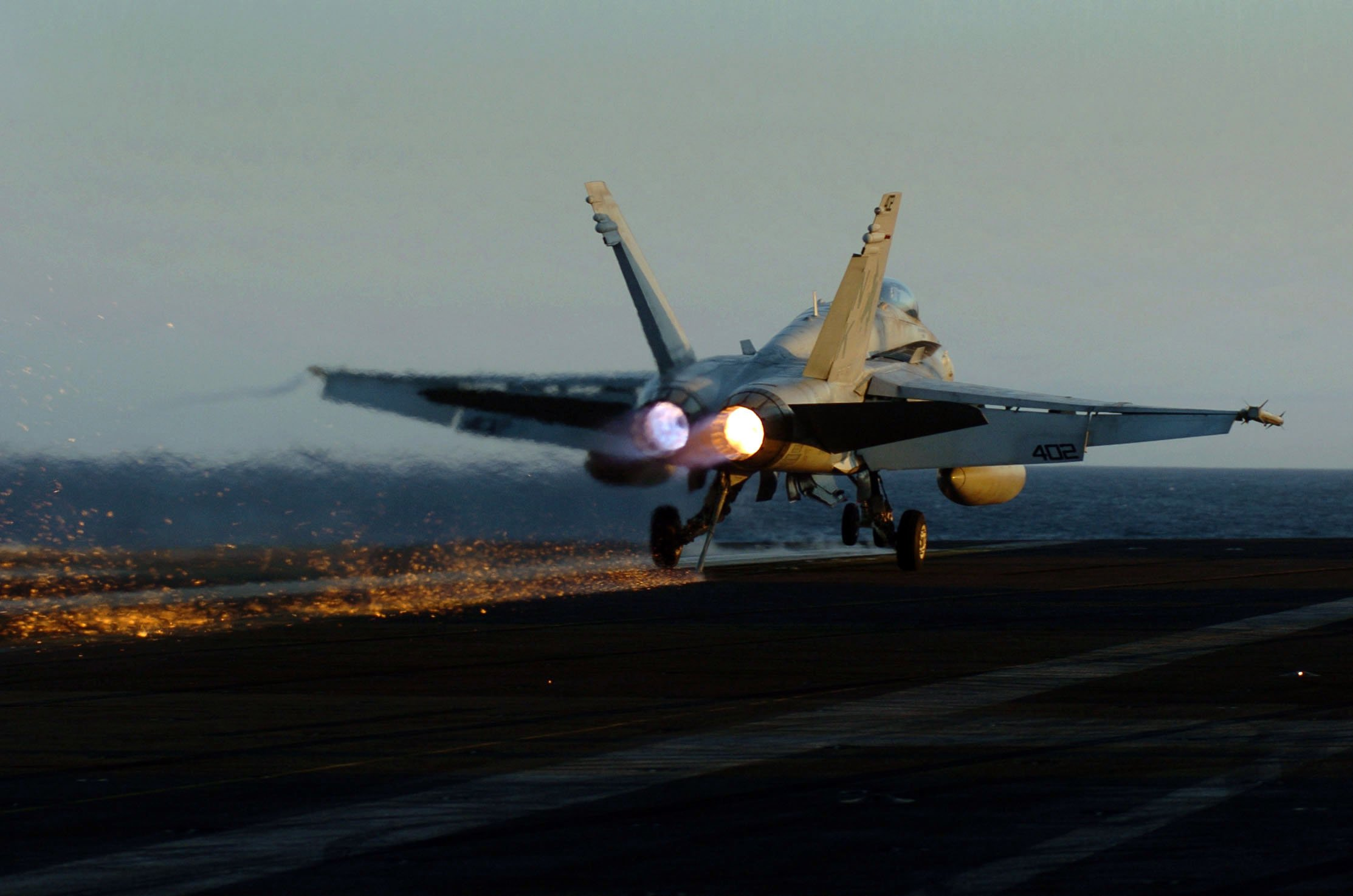
Un aterratge fallit d'un F/A-18, moment abans que l'avió sortís per la borda del portaavions.
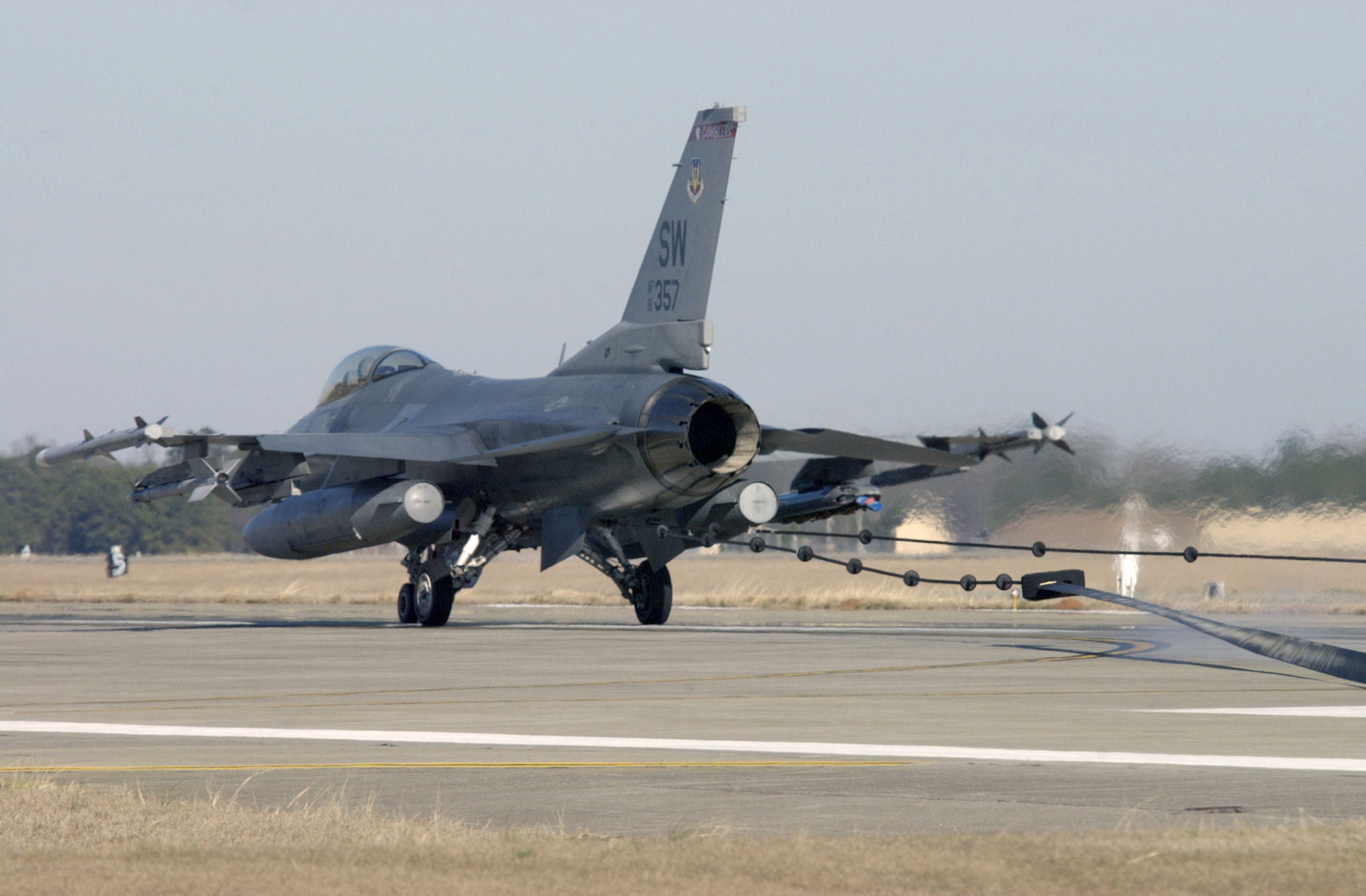
Un F-16 de la USAF enganxa en el cable d'aturada durant unes proves a la Base de la Força Aèria Shaw.